# Мдивани, Поликарп Гургенович
Поликарп (Буду) Гургенович Мдивани (груз. პოლიკარპე [ბუდუ] მდივანი; около 1877 — 10 июля 1937, Тбилиси) — советский государственный и партийный деятель, один из лидеров оппозиции в РКП (б).

## Биография
Отец Гурген Георгиевич, мать Ольга Давидовна (урождённая Жгенти) — дворяне Кутаисской губернии. Старший брат — Симон Мдивани, член Учредительного собрания Грузии в 1919—1921 годах.
Учился в Московском университете, откуда был отчислен за участие в студенческих волнениях 1899 года.
Член РСДРП с 1903. По данным официальной биографии, вёл революционную работу в Закавказье (Кутаиси, Батуми, Тифлисе, Баку), был неоднократно арестован. Однако, как было установлено ещё в 1920 году, несколько лет прожил в эмиграции в Северной Персии, в Реште и Энзели, где был юрисконсультом и ближайшим помощником российского миллионера А. М. Хоштарии (владелец богатейших концессий на добычу нефти, заготовку леса и постройку железной дороги Решт — Энзели, владевшего также лесопильным заводом).
Активный участник революции и гражданской войны в Закавказье.
В 1918—1919 гг. — член РВС 11-й армии Южного — Каспийско-Кавказского фронта, в 1919—1920 гг. — начальник Политического отдела 10-й армии.
Летом 1920 года участвовал в советской миссии в Северной Персии по попытке создать там дружественную Гилянскую советскую республику и Персидскую Красную армию. Был вынужден покинуть Персию, потому что там хорошо помнили его прошлое.
В 1920—1921 гг. — председатель КП(б) Грузии, член Кавказского бюро ЦК РКП(б), в феврале-мае 1921 г. — полномочный представитель РСФСР в Турции.
В 1921—1922 гг. — председатель Революционного комитета Грузии, председатель Союзного Совета Закавказья, в марте-мае 1922 г. — председатель СНК Грузии,, в марте-декабре 1922 г. — председатель Союзного Совета ЗСФСР и член Президиума ЦК КП(б) Грузии.
С 1922 года — один из лидеров поддержанной Лениным грузинской оппозиции, выступившей против сталинской «автономизации»; в 1923 году присоединился к Левой оппозиции.
В 1923—1924 гг. — член Главного концессионного комитета СССР, с 1924 г. был переведён торговым представителем СССР во Франции.
В 1928 г. был отозван из Франции, за принадлежность к оппозиции смещён со всех постов, исключён из партии и сослан на три года в Сибирь. В 1929 году ссылка была заменена 3 годами лишения свободы.
В 1931 г., после подачи заявления об отходе от оппозиции, был восстановлен в ВКП(б), назначен председателем СНХ Грузинской ССР и народным комиссаром лёгкой промышленности Грузинской ССР. Также по июнь 1936 г. занимал пост первого заместителя председателя СНК Грузинской ССР.
В 1936 г. был арестован, как участник «троцкистского шпионско-вредительского центра». 9 июля 1937 г. Верховный суд Грузинской ССР в однодневном закрытом заседании рассмотрел дело семи подсудимых — известных грузинских партийных работников и приговорил их к высшей мере наказания. Расстрелян 10 июля 1937 г. Определением Судебной коллегии по уголовным делам Верховного Суда СССР от 29 сентября 1956 года по п. 5 ст.4 УПК РСФСР дело прекращено, Поликарп Гургенович реабилитирован.

## Семья
- Жена — Цуцуния Мдивани (? — 1937), проживала в Тбилиси, арестована и расстреляна в 1937 году[5].
  - Сын — Шалва Будуевич Мдивани (? — 1933), летчик-испытатель, погиб в авиакатастрофе.
  - Сын — Георгий Будуевич Мдивани (1903—1937), экономист, расстрелян в 1937 году[6].
  - Сын — Иван Будуевич Мдивани (1905—1937), инженер, расстрелян в 1937 году[7].
  - Сын — Давид Будуевич Мдивани (1909—1937), инженер, расстрелян в 1937 году[8].
  - Сын — Мдивани, Арчил Будуевич (1911—1937), мастер спорта по теннису, расстрелян в 1937 году[9].
  - Дочь — Мери Будуевна Мдивани (не ранее 1911—1939), арестована в 1937 году. Расстреляна в исправительно-трудовом лагере[10].